# Carolina de Nassau-Saarbrücken
Caroline de Nassau-Saarbrücken (12 de agosto de 1704 — Darmstadt, 25 de março de 1774) foi condessa palatina e duquesa de Zweibrücken por casamento.

## Vida
Carolina era a quarta filha de Luis Crato, Conde de Nassau-Saarbrücken e da sua esposa, a princesa Filipina Henriqueta de Hohenlohe-Langenburg. 
A 21 de setembro de 1719, com quinze anos de idade, casou-se com o seu padrinho, Cristiano III do Palatinado-Zweibrücken, que tinha quarenta e quatro anos na altura. O casamento realizou-se no Castelo de Lorenzen em Nassau e dele nasceram quatro filhosː
1. Carolina do Palatinado-Zweibrücken (9 de Março de 1721 - 30 de Março de 1774), casada com o marquês Luís IX de Hesse-Darmstadt; com descendência.
2. Cristiano IV do Palatinado-Zweibrücken (6 de Setembro de 1722 - 5 de Novembro de 1775), contraiu um casamento morganático com Maria Johanna Camasse, o que impediu os seus descendentes, os condes de Forbach, de subir ao trono.
3. Frederico Miguel, Conde Palatino de Zweibrücken (27 de Fevereiro de 1724 - 15 de Agosto de 1767), casado com Maria Francisca de Sulzbach; com descendência.
4. Cristiana Henriqueta do Palatinado-Zweibrücken (16 de Novembro de 1725 - 11 de Fevereiro de 1816), casada com Carlos Augusto, Príncipe de Waldeck e Pyrmont; com descendência.

Quando Cristiano III morreu em 1735, Carolina foi regente do condado ao longo de cinco anos em nome do seu filho, o futuro conde Cristiano IV, com a permissão do sacro-imperador Carlos VI.
Entre 1744 e 1774, viveu no Castelo de Bergzabern. Morreu a 25 de Março de 1774 em Darmstadt, aos sessenta-e-nove anos de idade. A sua filha mais velha, Carolina, marquesa de Hesse-Darmstadt, acabaria por morrer apenas cinco dias depois, a 30 de Março. A sua sepultura encontra-se na igreja da cidade de Darmstadt.

## Genealogia
| Carolina de Nassau-Saarbrücken | Pai: Luis Crato, Conde de Nassau-Saarbrücken     | Avô paterno: Gustavo Adolfo, Conde de Nassau-Saarbrücken       | Bisavô paterno: Guilherme Luís, Conde de Nassau-Saarbrücken         |
| Carolina de Nassau-Saarbrücken | Pai: Luis Crato, Conde de Nassau-Saarbrücken     | Avô paterno: Gustavo Adolfo, Conde de Nassau-Saarbrücken       | Bisavó paterna: Ana Amélia de Baden-Durlach                         |
| Carolina de Nassau-Saarbrücken | Pai: Luis Crato, Conde de Nassau-Saarbrücken     | Avó paterna: Leonor Clara de Hohenlohe-Neuenstein              | Bisavô paterno: Crato VII, Conde de Hohenlohe-Neuenstein            |
| Carolina de Nassau-Saarbrücken | Pai: Luis Crato, Conde de Nassau-Saarbrücken     | Avó paterna: Leonor Clara de Hohenlohe-Neuenstein              | Bisavó paterna: Sofia Madalena do Palatinado-Zweibrücken-Birkenfeld |
| Carolina de Nassau-Saarbrücken | Mãe: Filipina Henriqueta de Hohenlohe-Langenburg | Avô materno: Henrique Frederico, Conde de Hohenlohe-Langenburg | Bisavô materno: Filipe Ernesto, Conde de Hohenlohe-Langenburg       |
| Carolina de Nassau-Saarbrücken | Mãe: Filipina Henriqueta de Hohenlohe-Langenburg | Avô materno: Henrique Frederico, Conde de Hohenlohe-Langenburg | Bisavó materna: Ana Maria de Solms-Sonnewalde                       |
| Carolina de Nassau-Saarbrücken | Mãe: Filipina Henriqueta de Hohenlohe-Langenburg | Avó materna: Juliana Doroteia de Castell-Remlingen             | Bisavô materno: Wolfgang Jorge I de Castell-Remlingen               |
| Carolina de Nassau-Saarbrücken | Mãe: Filipina Henriqueta de Hohenlohe-Langenburg | Avó materna: Juliana Doroteia de Castell-Remlingen             | Bisavó materna: Juliana de Hohenlohe-Weikersheim                    |